# Bullaetettix
Bullaetettix is een geslacht van rechtvleugeligen uit de familie doornsprinkhanen (Tetrigidae). De wetenschappelijke naam van dit geslacht is voor het eerst geldig gepubliceerd in 1937 door Günther.

## Soorten
Het geslacht Bullaetettix  is monotypisch en omvat slechts de volgende soort:
- Bullaetettix sarasinorum (Günther, 1937)